# Analyse des systèmes de mesure
L'analyse des systèmes de mesure (anglais : measurement system analysis) est un processus d'évaluation d'un système de mesure (les instruments, les méthodes de test, les conditions, etc.) pour en déterminer la qualité, mais aussi la capabilité en vue d'une application donnée. Elle joue donc un rôle important dans la métrologie industrielle, la gestion de la qualité et les démarches associées.

## Déroulement
Dans un premier temps, il s'agit de déterminer quantitativement la qualité métrologique du système de mesure dans les conditions envisagées pour l'application : son incertitude, notamment les composantes telles que la répétabilité et la reproductibilité.
Sur cette base, on peut calculer la capabilité du système à accomplir une fonction de mesure donnée, et déterminer si celle-ci est acceptable.
En fonction du résultats, on peut être amené à procéder à des améliorations pour augmenter la capabilité, par exemple en utilisant de meilleurs instruments.

## Méthodes
Différentes méthodes d'analyse existent, telles que le gage R&R.